# Franklin D. Roosevelt (metropolitana di Parigi)
Franklin D. Roosevelt è una stazione delle linee 1 e 9 della metropolitana di Parigi.

## Storia
In origine, le due stazioni Marbeuf (linea 1) e Rond-Point des Champs-Élysées (linea 9) erano indipendenti, in quanto le linee facevano parte di due differenti reti ferroviarie. La stazione Marbeuf fu aperta nel 1900 e chiamata come la strada sovrastante, che a sua volta era dedicata al Marchese di Marbeuf, che aveva contribuito allo sviluppo dell'area intorno al 1770 e che fu ghigliottinato durante il regime del Terrore. La stazione Rond-Point des Champs-Élysées fu spesso chiamata semplicemente Rond-Point. La prima assunse anch'essa il nome di Rond-Point des Champs-Élysées nel 1942, quando le due stazioni furono unite, e la fermata risultante fu talvolta chiamata Marbeuf - Rond-Point des Champs-Élysées.
Questa nuova stazione divenne Franklin D. Roosevelt nel 1946: il viale Vittorio Emanuele III, nel luogo vicino alla stazione, prese il nome di avenue Franklin D. Roosevelt, in onore del 32º presidente degli Stati Uniti d'America. Egli fu alleato della Francia durante la seconda guerra mondiale, diversamente da Vittorio Emanuele, re d'Italia, che, pur essendo stato alleato francese durante la grande guerra, durante il secondo conflitto mondiale combatté contro la Francia a capo dello stato fascista.
La stazione fu ristrutturata dopo la seconda guerra mondiale e i lavori introdussero una nuova tecnica artistica conosciuta come gemmail, chiamata spesso anche "vetro a blocchi". Ciò conferì alla fermata un aspetto unico e moderno nel panorama della rete della metropolitana parigina. L'inaugurazione della stazione ebbe luogo con una fastosa cerimonia la notte del 1º marzo 1957, con due tavoli preparati per gli ospiti invitati.
Nel 2011 la banchina della linea 1 è stata completamente ristrutturata, conferendole un aspetto completamente nuovo.

## Galleria d'immagini

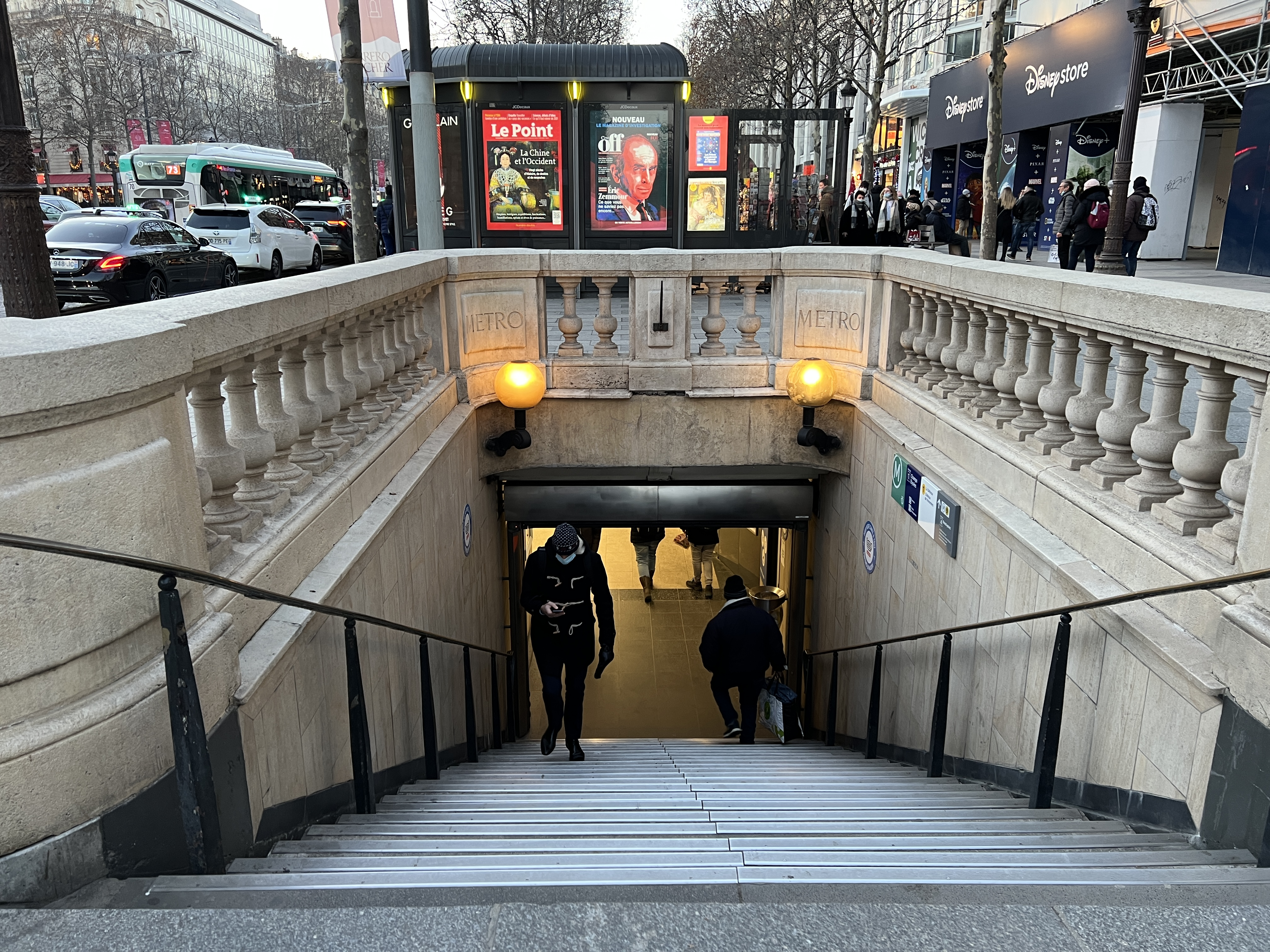
Uno degli ingressi
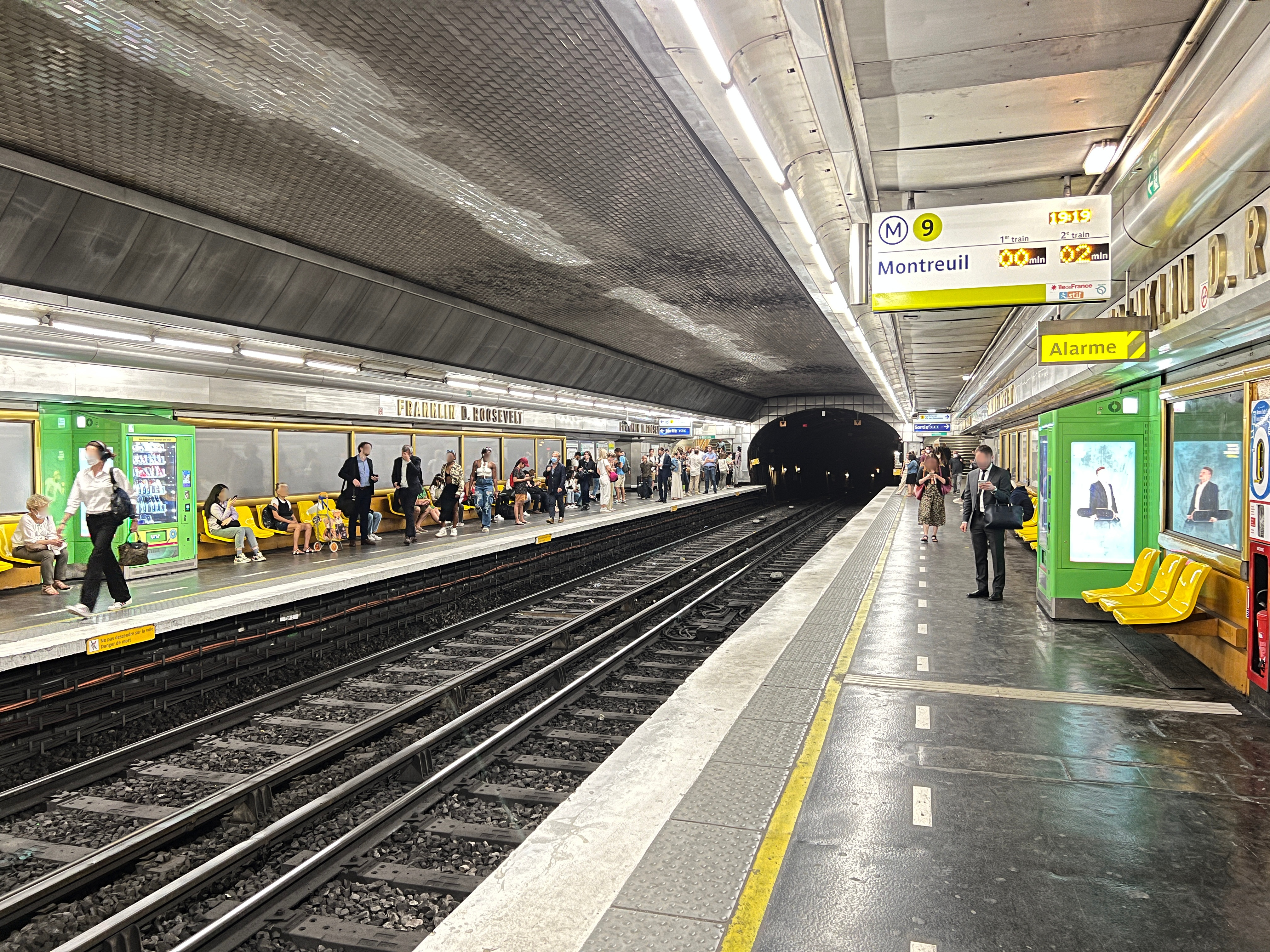
Il piano banchine della linea 9